# York County, South Carolina
York County är ett administrativt område i delstaten South Carolina, USA. År 2010 hade countyt 226 073 invånare. Den administrativa huvudorten (county seat) är York. 

## Geografi
Enligt United States Census Bureau har countyt en total area på 1 802 km². 1 766 km² av den arean är land och 34 km² är vatten. 

### Angränsande countyn
- Gaston County, North Carolina - nord
- Mecklenburg County, North Carolina - nordöst
- Lancaster County, South Carolina - öst
- Chester County, South Carolina - syd
- Union County, South Carolina - sydväst
- Cherokee County, South Carolina - väst
- Cleveland County, North Carolina - nordväst